# Siphona gracilis
Siphona gracilis är en tvåvingeart som först beskrevs av Louis-Paul Mesnil 1952.  Siphona gracilis ingår i släktet Siphona och familjen parasitflugor. Inga underarter finns listade i Catalogue of Life.